# Trentepohlia (Mongoma) brunnea
Trentepohlia (Mongoma) brunnea is een tweevleugelige uit de familie steltmuggen (Limoniidae). De soort komt voor in het Australaziatisch gebied.